# HMAS Apa
HMAS „Apa” – okręt pomocniczy należący do Royal Australian Navy w okresie II wojny światowej.

## Historia
Statek „Ambon” był wodowany w 1882, mierzył 39 metrów długości i 8,5 metrów szerokości, jego pojemność brutto wynosiła 267 GT.  RAF zarekwirował statek 14 kwietnia 1941, w czasie wojny okręt służył jako lichtuga węglowa.
Po zakończeniu wojny okręt został zwrócony właścicielowi 13 lutego 1947.